# バレーボール選手一覧
バレーボール選手一覧（バレーボールせんしゅいちらん）は、バレーボール選手およびビーチバレー選手の一覧である。日本・韓国・北朝鮮・中国・チャイニーズタイペイ以外の国・地域の選手は、Last name（姓）で掲載している。カテゴリーで検索した場合にはこちらから検索のこと。
| 目次 | 目次 | 目次 | 目次 | 目次 | 目次 | 目次 | 目次 | 目次 | 目次 | 目次 |
| ---- | ---- | ---- | ---- | ---- | ---- | ---- | ---- | ---- | ---- | ---- |
| わ   | ら   | や   | ま   | は   |      | な   | た   | さ   | か   | あ   |
|      | り   |      | み   | ひ   |      | に   | ち   | し   | き   | い   |
| を   | る   | ゆ   | む   | ふ   |      | ぬ   | つ   | す   | く   | う   |
|      | れ   |      | め   | へ   |      | ね   | て   | せ   | け   | え   |
| ん   | ろ   | よ   | も   | ほ   |      | の   | と   | そ   | こ   | お   |

## あ行

### あ
| 男子 - 相澤寿 - チアーゴ・アウヴェス - 青木一平 - 青木晋平 - 青山繁 - 上場雄也 - 浅川敏 - 朝倉勇 - 浅野博亮 - 朝日健太郎 - アレクサンダル・アタナシエビッチ - アンドレア・アナスタージ - アブダラ・アハメド - ニコライ・アパリコフ - アハメド・アブデルハイ - パーベル・アブラーモフ - 阿部篤史 - 阿部裕太 - ダンテ・アマラウ - ワエル・アルアイディ - アンディ・アルディヤンサ - トドル・アレクシエフ - ウラジミール・アレクノ - ハムディ・アワド - マット・アンダーソン - ステファン・アンティガ - ビョルン・アンドレ - オレーク・アントロポフ | 女子 - 会田きよ子 - ナズ・アイデミル - 青柳京古 - ヤナ・マティアソフスカ＝アガエワ - 秋山美幸 - フォルケ・アキンラデウォ - 芥川愛加 - マリナ・アクロワ - タイスマリー・アゲロ - 浅尾美和 - 浅津ゆうこ - 朝日優衣 - 芦野真未 - 芦野李沙 - ハリナ・アシュキエロビッチ - 愛宕諒子 - 足立留美 - レイチェル・アダムズ - サナ・アナルクロワ（旧姓・ヤルラガショワ） - マレーン・アピッツ - ウィラワン・アピヤポン - エルギュル・アブジュ - アイシャン・アブドゥラジモワ - 雨堤みなみ - エレナ・アライベク - 荒木絵里香 - 荒木夕貴 - 荒木田裕子 - 荒谷栞 - カンディダ・アリアス - ヴァレンティナ・アリゲッティ - 有田佳織 - 有田沙織 - キアラ・アルカンジェリ - サビーナ・アルシンベコバ - ラーマット・アルハッサン - カロリナ・アルブケルケ - フレヤ・アールブレヒト - サラ・アンツァネッロ - アナ・アントニエビッチ - パオラ・アンプディア - ロサリン・アンヘレス |

### い
| 男子 - 飯塚俊彦 - 五十嵐元 - 石川祐希 - 石倉弘士 - 石島雄介 - 石橋健 - 泉川正幸 - 市橋祐之 - 市川忠義 - 伊東克明 - 伊藤信博 - 伊藤康真 - 伊東勇樹 - 井上俊輔 - 井上真弥 - 井上謙 - 井上崇昭 - 井上裕介 - エブゲーニ・イバノフ - 井原文之 - 今井啓介 - 今田祐介 - 今村駿 - ドミトリー・イリニフ - 岩島章博 - 岩田正之 - 岩田稔 | 女子 - イ・スクジャ - イ・ソヨン - イ・ソラ (バレーボール) - イ・ダヨン - イ・チェヨン - イ・ヒョヒ - 飯田高子 - クラリベト・イエスカス - ニコリナ・イェリッチ - バーバラ・イエリッチ - ミア・イエルコフ - 池知晶代 - イバナ・イサイロビッチ - ダリア・イサエワ - 石井美樹 - 石井優希 - 石井里沙 - 石掛美知代 - 石川友紀 - 石川真奈 - 石川真佑 - 石川嘉枝 - 石坂有紀子 - 石坂円 - 石田アンジェラ - 石田京子 - 石田小枝 - 石田早織 - 石田瑞穂 - 石坪聖野 - 石橋朋美 - 石橋里紗 - コリナ・イシムツェワ - 泉岡未来 - リザ・イスキエルド - メリハ・イスマイロール - 泉夏子 - 伊関悠 - 磯辺サタ - 板橋恵 - 伊藤望 - 井西彩乃 - 乾鈴惠 - 井野亜季子 - 井上愛里沙 - 井上香織 - 井上琴絵 - 井上節子 - 井上奈々朱 - 今西郁瑠 - 今村優香 - クセニヤ・イマンガリエワ - イム・ヒョスク - イム・ミョンオク - 居村杏奈 - 井村仁美 - 入澤まい - 岩原豊子 - 岩坂名奈 - 岩崎紗也加 - 岩永麻里江 - 殷茵 - 位田愛 |

### う
| 男子 - ミハウ・ヴィニャルスキ - ヴェセリン・ヴコヴィッチ - 植田辰哉 - 上田剛史 - 宇佐美大輔 - コンスタンチン・ウシャコフ - 内冨寛法 - 臺光章 - 梅野聡 | 女子 - サラ・ウィルハイト - キム・ウィロビー - 上坂瑠子 - 上田かおり - 上野香織 - 上村麻衣 - アンナ・ヴェルブリンスカ（旧姓: バランスカ） - カーリー・ウォパット - ケリー・ウォルシュ・ジェニングス - 宇賀神みずき - 浮島杏加子 - セナ・ウーシッチ - 臼井千景 - オレーナ・ウスティメンコ - ポレン・ウスルペフリワン - 宇田沙織 - 内瀬戸真実 - 内田役子 - スーザン・ウッドストラ - 畦田若菜 - 梅津一美 - 浦田景子 - 浦田聖子 - エカテリーナ・ウラノワ - 卜部里菜 - リディア・ウルム |

### え
| 男子 - アンドレイ・エゴルチェフ - エンリケ・エスカランテ - ミッコ・エスコ - トーマス・エドガー - ユベール・エノ - ミラド・エバディプール - スザンナ・エフィミエンコ＝ムウォトコフスカ - エンダキ・エムブレイ - オズワルド・エルナンデス - フェルナンド・エルナンデス - アンドレ・エレル - 袁偉民 - グスタボ・エンドレス - ムーリオ・エンドレス | 女子 - 江口友里香 - 江口理代 - パオラ・エゴヌ - エフゲーニャ・エステス（旧姓: アルタモノワ） - 江越由佳 - カルラ・エチェニケ - 衛藤智美 - 江藤直美 - 江畑幸子 - エカテリーナ・エフィモワ - シェイマ・エルジャン - 袁心玥 - 遠藤りつこ - ステファニー・エンライト |

### お
| 男子 - マッティ・オイヴァネン - ミッコ・オイヴァネン - 大上正裕 - 大浦正文 - 王金剛 - 大木貴之 - 大古誠司 - 大角竜敏 - 大竹壱青 - 大竹貴久 - 大竹秀之 - 大塚達宣 - 大槻竜也 - 大庭健裕 - 大道大輔 - 大村悟 - 岡野昌弘 - 岡本祥吾 - 岡本秀明 - 小川貴史 - 荻野正二 - 奥野浩昭 - 奥谷信彦 - ゴッドフリー・オクム - 尾﨑侯 - 小澤翔 - アレクセイ・オスタペンコ - 小田勝美 - 小田雅志 - 尾上健司 - 小野寺太志 - アレクセイ・オブモチャエフ - イゴール・オムルチェン - ルスラン・オリフベル - デニス・オンソム - ジェームス・オンテレ | 女子 - 及川英香 - 生沼スミエ - 王一梅 - 王潔 - 王娜 - 王凡 - 王娜 - 大内世莉香 - 黄影 - 近江あかり - 大楠鼓雪 - 大須賀咲香 - 大竹里歩 - 大谷佐知子 - 大友愛（一時、山本姓） - 大貫美奈子 - 大沼綾子 - 大野果奈 - 大野果歩 - 大庭こずえ - 大林素子 - 大升知春 - 大宮里美 - 大村加奈子 - 大山加奈 - 大山未希 - カリーナ・オカシオ - 岡野知子 - 岡野弘子 - 岡本真理子 - 岡本祥佳 - 岡本かおり (手話キャスター) - 小川杏奈 - 小川愛里奈 - 小川かず子 - ワレンティナ・オギエンコ - 奥嶋桂子 - 奥田恭子 - 小口樹葉 - マーヤ・オグニェノビッチ - ベレニカ・オクニェフスカ - オクム大庭冬美ハウィ - 奥村麻依 - 奥山優奈 - アレクサンドラ・オケンド - 長内美和子 - 尾崎睦 - ネリマン・オズソイ - オズレム・オズチェリック - ニライ・オズデミル - アイスン・オズベク - ナターシャ・オスモクロビッチ - 小高笑子 - 小田桃香 - 落合真理 - エレーナ・オーデン - キム・オーデン - ビバリー・オーデン - ギュルデニズ・オナル - ネディナ・オネル - 小野優美子 - 小野沢愛子 - 帯川きよら - ナタリア・ゴンチャロワ (バレーボール) - 小山綾菜 - 小山修加 - エリザンジェラ・オリベイラ - スエリ・オリベイラ - バレウスカ・オリベイラ - ファビアナ・オリベイラ - ハティジェ・オルゲ - アレクシス・オルガード - キャサリーン・オルソフスキー - カルラ・オルティス - ヤイマ・オルティス - セレナ・オルトラーニ - エカテリーナ・オルロワ - ネーカ・オンイェジェクウェ |

## か行

### か
| 男子 - ガブリエル・ガードナー - 海藤正樹 - 甲斐祐之 - ゾラン・ガイッチ - ファルハッド・ガエミ - 加賀龍哉 - 角田辰徳 - 掛川厚志 - 蔭山弘道 - アレクセイ・カザコフ - 笠原紀久 - 笠間裕治 - ダニエル・カステラーニ - マテイ・カジースキ - 加藤明 - 加藤伊織 - 加藤陽一 - 金井修也 - 金丸将大 - 金子隆行 - 金子敏和 - ジオバーニ・ガビオ - アミル・ガフール - 鎌田智勝 - 苅谷淳司 - ギジェルモ・ガルシア - リカルド・ガルシア - アンドレア・ガルディーニ - 川合俊一 - 川合庶 - 川浦博昭 - 川口太一 - 河雲栄樹 - 河野克巳 - 河野裕輔 - 川村慎二 - 神田聖馬 - 神林正文 - カン・マンス | 女子 - 夏欣怡 - カタジナ・ガイガウ - タンダラ・カイシェタ - ルシア・ガイド - ベリト・カウフフェルト - 利部陽子 - 香川紗希 - シュテファニー・カーク - 岳園 - 河西昌枝 - 笠原洋子 - ナターワン・ガシモワ - アンナ・カジャリナ - 梶原雪路 - ヤエル・カスティグリオネ - ブレンダ・カスティージョ - シェイラ・カストロ - 片下恭子 - ブラックサイデス・カダンビ - ヨアンナ・カチョル - クラウディア・カチョロフスカ - カロリネ・ガッタス - マウリツィア・カッチャトーリ - マリナ・カティッチ - 加藤きよみ - 加藤千尋 - 加藤光 - 加藤理絵 - モード・カトリ - 金杉由香 - 金森純子 - 金子早織 - 金子志保 - 金子美里 - 金坂克子 - 金田修佳 - 金田洋世 - 狩野舞子 - 狩野美雪 - ミラグロス・カブラル - エカテリーナ・ガモワ - ミラグロス・カラー - マリヤ・カラカシェバ - アスル・カラチ - ケニア・カルカセス - ロシル・カルデロン - パオラ・カルドゥッロ - マガリ・カルバハル - ジャケリネ・カルバリョ - 神本千佳 - 上屋敷綾 - クレメナ・カメノバ - ギュルデン・カヤラル - アスマン・カラコユン - ナンシー・カリーヨ - イラリア・ガルツァロ - 川井梅香 - 河合由貴 - 川上真央 - 川島亜依美 - 川畑愛希 - 川畑夏希 - 川原愛璃 - 川原麻実 - 川又洋子 - 川村小捺 - 河村聖子 - 河村めぐみ - カン・ソフィ - 顔妮 - カン・ヘミ - ナルモン・カンアン - 神田千絵 - ビビアナ・カンデラス |

### き
| 男子 - 木内学 - 菊地洋之 - 岸本一馬 - 北川祐介 - 北島武 - 木原丈裕 - ジョゼ・ギマラエス - キム・セジン - キム・ホチョル - 木村憲治 - キャテポン・ラッチャタギャングライ - アーラシュ・キャマルヴァンド - ポール・キャロル - 清嶋彰一 - カーチ・キライ | 女子 - 魏秋月 - 木島綾菜 - 岸本瞳 - オクサナ・キセリョワ - 北村みどり - 橘井友香 - ローラ・キティポバ - ローレン・ギブマイヤ - ガブリエラ・ギマラエス - キム・サニ - キム・スジ - キム・セヨン - キム・ヒジン - キム・ヘラン - キム・ミンジ - キム・ヨンギョン - 1988年生のウィングスパイカー - キム・ヨンギョン (1993年生) - 1993年生のリベロ - 木村亜沙美 - 木村久美 - 木村沙織 - 木村沙織 (1988年生) - 木村美里 - 木村有希 - ジェイニー・ギモンド - エリザベス・キャンベル - 龔翔宇 - ゼーラ・ギュネシュ - エスラ・ギュムシュ - ギゼム・ギュレシェン - クリスティーナ・キリケッラ - イリーナ・キリロワ |

### く
| 男子 - エバンドロ・グエッラ - 葛和伸元 - 國近公太 - ミハウ・クビアク - 久保義人 - 熊田康則 - パスクアーレ・グラビーナ - セルゲイ・グランキン - フランツ・グランボルカ - 栗生澤淳一 - アンディッシュ・クリスティアンソン - 栗原圭介 - 栗山雅史 - ウラジミール・グルビッチ - ニコラ・グルビッチ - アレクセイ・クレショフ - 桑田美仁 - 桑田鎮典 | 女子 - マルティーナ・グイッジ - 草野歩 - ビクトリア・クジャキナ - 楠原千秋 - ナタリー・クック - 工藤嶺 - ハナ・クトゥラ - キルステン・クニップ - ブリトニー・クーパー - ポーンプン・グーパート - オルガ・クバシェビッチ - 久保雅 - 窪田美侑 - 熊谷桜子 - 熊谷更紗 - 熊倉由美 - 熊前知加子 - 熊本比奈 - ク・ミンジョン - アレクシス・クライムズ - アレクサンドラ・クラインマン - ファビアナ・クラウジノ - アリーシャ・グラス - キンバリー・グラース - タチアナ・グラチェワ - 倉見夏乃 - カルラ・クラリツ - イネス・グランヴォルカ - ルチーア・クリザンティ - 栗原恵 - アンゲリナ・グリューン - スベトラーナ・クリュチコワ - リザ・グリュンディング - デビー・グリーン - マウゴジャータ・グリンカ - アウレア・クルス - ナターシャ・クルスマノビッチ - バレリー・クルトワ - アナ・グルバッチ - アナ・クレヘル - モリー・クレクロウ - パオラ・クローチェ - 黒河亜紀 - リタ・クロケット - 黒後愛 - タラ・クロス＝バトル - 黒羽桂子 - テリーズ・クロフォード - マリカ・クントーン |

### け
| 男子 - アンドリヤ・ゲリッチ - ロイク・ド・ケルグレ | 女子 - 惠若琪 - ソンタヤ・ケーウバンディット - モレーノ・ピーノ・ケニー - カレン・ケムナー - ジェニファー・ゲールティエス |

### こ
| 男子 - アルカディウシュ・ゴアシュ - 小泉勲 - 小糸敬夫 - ティナ・ゴーラン - 古賀幸一郎 - 古賀太一郎 - アレクサンドル・コサレフ - 越川優 - 越谷章 - 小瀬戸俊昭 - 兒玉康成 - パオロ・コッツィ - ジルベルト・ゴドイフィリョ - 後藤幸樹 - 小西健太 - スロボダン・コバチ - ウロシュ・コバチェビッチ - ニコラ・コバチェビッチ - 小橋口祐嗣 - 小林敦 - 木場田和希 - エルナルド・ゴメス - 小山勉 - アデル・ゴラミ - ミルコ・コルサーノ - アレクサンドル・コルネーエフ - プラメン・コンスタンティノフ - 近藤茂 - 近裕崇 | 女子 - コ・イェリム - 小池杏菜 - 小泉栄子 - エリカ・コインブラ - 香野晶子 - 髙野由里加 - エレーナ・ゴーディナ - メーガン・コートニー - ティナ・ゴーラン - 古賀紗理那 - 小酒翔子 - 小笹奈津子 - エカテリーナ・コシアネンコ - タチアナ・コシェレワ - 小島絢野 - 小島満菜美 - 小嶋由紀代 - マルガレーテ・コズーフ - 小菅真弓 - マリアナ・コスタ - ドルシラ・コスタ - カロリーナ・コスタグランデ - カロリナ・コセク - 小平花織 - 小玉佐知子 - 児玉三代子 - 古藤千鶴 - アナ・パウラ・コネリー - 小幡真子 - 小濱ゆみ - 小林亜里沙 - イザベラ・コバリンスカ - クセニヤ・コバレンコ - タチアナ・ゴルシュコワ - ニコレ・コールハース - ミラ・ゴルボビッチ - アナ・コレーア - ワレーリヤ・コロテンコ - レナタ・コロンボ - アグニェシュカ・コンコレフスカ - ウェリサ・ゴンザーガ - 近藤志歩 - 近藤雅子 - 今野加奈子 - アチャラポーン・コンヨット |

## さ行

### さ
| 男子 - アンドレア・サーラ - イバン・ザイツェフ - ビャチェスラフ・ザイツェフ - 齋藤信治 - 酒井大祐 - 坂梨朋彦 - 坂本雄一郎 - 佐川翔 - パベウ・ザグムニ - 佐々木太一 - エリック・サトウ - ゲーリー・サトウ - 佐藤和哉 - 佐藤哲夫 - 佐藤安孝 - クリスチャン・サバーニ - 佐別當賢治 - イリア・サベリエフ - マルコ・サマルジッチ - ロバート・サミュエルソン - トーマス・サムエルボ - ハムゼ・ザリニ - アンドレア・サルトレッティ - テオドル・サルパロフ - 澤畠雄一郎 - ロドリゴ・サンタナ - セルジオ・ドゥトラ・サントス | 女子 - 佐伯美香 - 斎田杏 - 斎藤春枝 - 斎藤真由美 - 栄絵里香 - 榊原美沙都 - 坂口佳穂 - 坂下麻衣子 - 坂本清美 - 坂本久美子 - 坂本奈々香 - 佐川奈美 - 先野久美子 - 櫻井由香 - 迫田さおり - 佐々木節子 - 佐々木みき - 佐々木美麗 - 佐々木萌 - 佐々木侑 - 佐田樹理 - 佐藤あり紗 - 佐藤伊知子 - 佐藤円 - 佐藤裕子 - 佐藤澪 - 佐藤美耶 - 佐藤美弥 - 佐藤優花 - リアン・サトウ - 眞恵子 - 佐野優子 - アガタ・サビツカ - ナタリヤ・サフローノワ - 座安琴希 - 澤畠文子 - ローザ・サリホワ - ツベテリナ・ザルコバ - イリーナ・ザリャジュコ - カタジナ・ザロスリンスカ - ラケーレ・サンジュリアーノ - ステファニア・サンソンナ - トーニャ・サンダース - ヤネリス・サントス - ロビン・オーモー＝サントス |

### し
| 男子 - アンドレイ・ジェコフ - 重村健太 - パーベル・シシュキン - 篠田歩 - 柴小屋康行 - 柴田恭平 - 嶋岡健治 - 島野俊一 - 清水克彦 - 清水邦広 - 清水雅之 - 下村英士 - ベンツィスラフ・シメオノフ - ロベルランディ・シモン - アンドレア・ジャーニ - オレーク・シャトーノフ - ギャヴィン・シュミット - ニコラ・ジョルジェフ - アダム・ジョンソン - 白神守 - 白澤健児 - 白鳥勝浩 - ジャコモ・シンティーニ | 女子 - ミーガン・シア - レイア・シウバ - エレオノーラ・ジェキェビッチ - マリナ・シェシェニナ - イバナ・ジェリシロ - マリー・シェルツェル - アレッシア・ジェンナーリ - レズリー・シクラ - 重光啓代 - ステーシー・シコラ - 宍倉邦枝 - 志智真梨奈 - ヤナ・シチェルバン - オヌマー・シッティラック - ミリアム・シッラ - オルガ・ジトワ - ノエミ・シニョリーレ - 篠崎洋子 - 篠原孝子 - 篠原沙耶香 - 芝田安希 - 渋木綾乃 - 島影せい子 - 島崎みゆき - 嶋田美樹 - 島村春世 - 清水眞衣 - 清水睦子 - 下平夏奈 - タパパイプーン・シャイシー - カースティ・ジャクソン - シネイド・ジャック - アルレネ・シャビエル - ジャラスポーン・ブンダサック - ビシュラ・ジャンス - 周暁蘭 - 周蘇紅 - コリーナ・シュシュケ - 朱婷 - ベスナ・ジュリシッチ（旧姓ツィタコビッチ） - アナスタシア・シュリャホバヤ - 朱玲 - レオニー・シュベルトマン - ドリス・シュワイガー - 庄司夕起 - シモーナ・ジョーリ - ジュリアン・ジョンソン（旧姓・フォーセット） - 徐雲麗 - 白井貴子 - 白井美沙紀 - 白垣里紗 - ユシディ・シリエ - マグダレナ・シリバ - ウィープケ・ジルゲ - アデニジア・シルバ - ジャッキー・シルバ - ジョイセ・シルバ - ラケル・シルバ - イマコラータ・シレッシ - 新鍋理沙 - テイラー・シンプソン |

### す
| 男子 - 菅直哉 - 菅原貞敬 - 杉崎大和 - 杉本公雄 - 杉山マルコス - 鈴木健太 - 鈴木寛史 - 鈴木孝政 - 鈴木悠二 - サーシャ・スタロビッチ - クレイトン・スタンリー - ボブ・ストブルトリック - アレクセイ・スピリドノフ - ディミタル・ズラタノフ - フリスト・ズラタノフ | 女子 - 末国愛里 - 菅山かおる - 杉原若葉 - 杉本早希 - 杉山明美 - 杉山加代子 - 杉山祥子 - ダニエル・スコット - カタジナ・スコブロニスカ - カタジナ・スコルパ - 鈴木晶子 - 鈴木千代 - 鈴木未来 - 鈴木洋美 - 鈴木裕子 - キム・スタエレンス - ハイーネ・スタエレンス - デビー・スタム - エフゲーニャ・スタルツェワ - サーシャ・スタロビッチ - キンタ・ステーンベルヘン - マリアーネ・ステインブレシェル - ヨバナ・ステバノビッチ - 須藤佳代子 - 周藤玲美 - フェムケ・ストルテンボルフ - ドミニカ・ストルミロ - マリナ・ストロジェンコ - 砂田遥 - メアリー・スパイサー - アーニャ・スパソイエビッチ - アンドレイア・スフォルジン - ヘイリー・スペルマン - ミルテ・スホート - イリーナ・スミルノーワ - ニーナ・スモレーワ - ロンネケ・スローティエス |

### せ
| 男子 - 関田誠大 - ルチアーノ・デ・セッコ - 瀬戸口竜矢 - 瀬戸山正二 - アリー・セリンジャー - 泉水智 | 女子 - 清家ちえ - バルバラ・セイシャス - デボラ・セイルハマー - 瀬尾有耶 - 関井陽子 - 関菜々巳 - 関舞 - 関李香 - マヌエラ・セーコロ - 薛晨 - ヨーコ・ゼッターランド - 薛明 - アントニナ・ゼトバ - マリオラ・ゼニク - ヴァレンティーナ・セレーナ - パチャリー・セーンムアン - 千野葉子 |

### そ
| 男子 - バラセ・デ・ソウザ - アレクサンドル・ソコロフ (バレーボール) - ツヴェタン・ソコロフ - ヘクター・ソト - 外山裕樹 - 蘇武幸志 - アンドレア・ゾルジ | 女子 - 楚金玲 - 曾春蕾 - エリア・ソウザ - ガブリエラ・ソウザ - ジョゼファ・ファビオラ・ソウザ - 曽我啓菜 - エミルセ・ソサ - リュボフ・ソコロワ（シャチコワ姓も使用） - 孫玥 - ギョズデ・ソンスルマ - インドレ・ソロカイテ |

## た行

### た
| 男子 - ジョアン・パウロ・タヴァレス - 高尾和行 - 高杉洋平 - 高梨健太 - 高橋和人 - 高橋賢 - 髙橋健太郎 - 高橋幸造 - 高橋慎二 - 高橋哲雄 - 高橋智則 - 高橋昇禎 - 髙橋藍 - 高松卓矢 - 竹内実 - 多田徳雄 - 田中飛鳥 - 田中直樹 - 田中幹保 - ジェリコ・タナスコビッチ - 田辺修 - 谷村孝 - 田村裕之 - ココ・プラセティオ・ダルクンコロ - レナン・ダル・ゾット - フィル・ダルハウザー - ビヤラット・タンタパイティ - 丹山禎昭 | 女子 - ラウラ・ダイケマ - セシリア・タイト - アナ・チエミ・タカギ - 高木理江 - 高崎紗緒梨 - 高田ありさ - 高橋沙織 - 高橋咲妃恵 - 高橋幸子 - 高橋潤子 - 高橋昌美 - 高橋美帆 - 高橋みゆき - 高橋めぐみ - 高橋有紀子 - 高松未 - 高本佳澄 - 高山佳代 - 高山鈴江 - 滝沢ななえ - 竹内あか里 - 竹内彩 - 竹下佳江 - 竹田沙希 - 竹田麻衣 - アナ・ダシウバ - 多治見麻子 - アリエル・ターナー - 田代佳奈美 - ハンナ・タップ - 田中姿子 - 田中千代美 - 田中聖美 - 田中美咲 - 田中瑞稀 - 田中弓貴 - 田中涼子 - カナニ・ダニエルソン - 谷口雅美 - 谷口由美恵 - 谷田絹子 - アンナ・ダネージ - 田原愛里 - 田原香理（旧姓: 飯田） - 田渕良子 - 田村翔子 - ジェニファー・タマス（旧姓: ジョインズ） - セニイェ・ダルベレル - 単丹娜 - 丹山美紗緒 |

### ち
| 男子 - ユーリ・チェスノコフ - マテイ・チェルニック - アルベルト・チゾーラ - 千々木駿介 - 千葉進也 - アンジェルコ・チュク - イゴール・チュレポフ | 女子 - チェ・ガンヒ - スザナ・チェービッチ - エレーナ・チェブキナ - ペリン・チェリック - リュドミラ・チェルニショワ - ナディア・チェントーニ - オズゲ・チェンベルジ - 千葉智枝美 - クリスティーナ・チャイコフスカ - チャッチュオン・モクシー - ビクトリア・チャプリナ - キュブラ・チャルシュカン - チャン・ソヨン - ケールスティン・チューリヒ - エレーナ・チューリナ - アレクサンドラ・チュジナ - チョ・ソンファ - 張宇 - 張越紅 - 張嫺 - 張暁雅 - 張紫音（旧名： 張芳赫） - 張常寧 - 張娜 - 趙蕊蕊 - 張萍 - 張蓉芳 - 張磊 - チョ・ヘジョン - チョン・デヨン - チョン・ミソン - 陳静 - 沈静思 - 陳展 - 陳麗怡 |

### つ
| 男子 - 築城智 - 塚崎祐平 - 黒葛原淳一 - 椿山竜介 - 津曲勝利 | 女子 - ベスナ・ツィタコビッチ - 塚田しおり - 塚原佳代子 - 築地保奈美 - 津雲博子 - 辻知恵（旧姓: 名取） - 土田望未 - 土屋かおり - 筒井さやか - 筒井視穂子 - 都築有美子 - 椿本真恵 - アレクサンドラ・ツルンチェヴィッチ |

### て
| 男子 - スタニスラフ・ディネイキン - スティーブ・ティモンズ - ダニエレ・デジデリオ - フェルディナンド・デジョルジ - セルゲイ・テチューヒン - 手塚大 - 出町豊 - 寺廻太 - ジェイソン・デロッコ - 傳田亮太 | 女子 - 丁霞 - エリザベータ・ティーシェンコ - ニコル・デービス - バーナ・ディアス - ナタリア・ディアンスカヤ - ヴァレンティーナ・ディウフ - キアラ・ディウリオ - テトリ・ディクソン - ジェイミー・ティボー - フラウケ・ディリックス - バレンティーナ・ティロッツィ - プルームジット・ティンカオ - ロビン・デクライフ - モニカ・デジェンナーロ - イリナ・テベニヒナ - ネスリハン・デミル - エダ・エルデム・デュンダル - 寺井有美 - ベタニア・デラクルス - アントネッラ・デルコーレ - 田佳 - ギョクチェン・デンケル |

### と
| 男子 - 筧本翔昴 - 徳富斌 - 徳元幸人 - 外ノ池信平 - パオロ・トフォリ - 富松崇彰 - 東原一峰 - 朝長孝介 - ドラガン・トラヴィツァ - リュボミール・トラヴィツァ | 女子 - 土井さくら - レンカ・ドウア - 東谷玲衣奈 - ビルギト・トゥム - コルネリア・ドゥムラー - マルタ・ドゥルパ - サラ・ドゥルリー - 戸江真奈 - 遠井萌仁 - セダ・トカトルオール - マヤ・トカルスカ - 徳川恵理 - 徳野涼子 - バハル・トクソイ - エリーザ・トグット - 戸崎琴美 - ミラ・トピッチ - 冨田寧寧 - 冨永こよみ - サーニャ・トマセビッチ - ローガン・トム - ヌットサラ・トムコム - 鳥居千穂 - 鳥越未玖 - ジェニファー・ドリス - ボヤナ・ドルチャ - エカテリーナ・トレチャコワ - レグラ・トレス - コートニー・トンプソン |

## な行

### な
| 男子 - 内藤和也 - 直弘龍治 - 長江晃生 - 長江祥司 - 長尾浩志 - 中垣内祐一 - 長崎重芳 - 中西了将 - 永野健 - 中野尚弘 - 中村祐造 - 成田貴志 - アンドレ・ナシメント - 南部正司 | 女子 - ナ・ヒョンジョン - 内藤香菜子 - 長野仁美 - 永松幸乃 - 長岡望悠 - 中尾巴美 - 中川千世 - 中川美柚 - 中川有美 - 中島未来 - 中島美菜子 - 中田久美 - 中田紫乃 - 永田唯 - 永富有紀 - 中西千枝子 - 永野沙也加 - 中野清香 - 中野照子 - 中野由紀 - 中道瞳 - 中村亜友美 - 中村かおり - 中村和美 - オルガ・ナセドキナ - 夏田由美 - 鍋谷友理枝 - オガナ・ナマニ - ナム・ジヨン - 苗村郁代 - 滑川玉江 - 南波美紅 - 成田郁久美（旧姓: 大懸） |

### に
| 男子 - ミロシュ・ニキッチ - ウラジミール・ニコロフ - 西尾太作 - 西田有志 - 西村晃一 - 西本哲雄 - エミリア・ニューストロン - エリカ・ニューストロン | 女子 - マリナ・ニクーリナ - オレーシャ・ニコラエワ - イェレナ・ニコリッチ - エミリヤ・ニコロバ - 西川美代子 - 西川吉野 - 西畑美希 - 西堀育実 - 西堀健実 - 西山慶樹 - 西山由樹 - パウラ・ニセティチ - ナジャ・ニンコビッチ |

### ぬ
| 男子 - カルロス・ヌズマン | 女子 - タットダオ・ヌクジャン - シダルカ・ヌネス - 沼田さくら |

### ね
| 男子 - 猫田勝敏 - レアンドロ・ヴィソット・ネヴェス | 女子 - イヴァナ・ネーショヴィッチ |

### の
| 男子 - 野口拓也 - 野口泰弘 | 女子 - 野口彩佳 - 野中瑠衣 - 野村明日香 - 野村まり - 野本梨佳 - サラ・ノリエガ |

## は行

### は
| 男子 - パク・チョルウ - 橋本大智 - ラファエル・パスカル - 長谷川徳海 - 幡司一貴 - 畑信也 - ウラジミール・バテズ - 花野裕祥 - 花輪晴彦 - サムエル・パピ - 濱口純一 - 浜崎勇矢 - 濱島哲也 - ワジム・ハムツキフ - 原秀治 - セルゲイ・バラノフ - フィリップ・バルカシジク - ゲンナジー・パルシン - ダニエル・アラン・ハワード - マクシム・パンテレイモネンコ | 女子 - ハ・ジュンイム - イザベル・ハーク - リンゼイ・バーグ - アレイナ・バーグスマ - ミシェル・バーチ＝ハックリー - エミリー・ハートン - クリスタ・ハーモット - ハイケ・バイアー - アンネ・バイス - フローラ・ハイマン - オジナ・バイラモワ - エルケ・バインホーフェン - リエスベット・ヴァインデヴォーゲル - クリスティナ・バウアー - エリザンジェラ・パウリノ - ヘザー・バウン - ローレン・パオリーニ - アティカ・バガー - 芳賀舞波 - パク・チョンア - パク・ミヒ - デニズ・ハクイェメズ - 白田博子 - ジェナ・ハグランド - ナタリー・ハグランド - 橋口英子 - 橋本涼加 - 橋本直子 - イエリズ・バシャ - エリツァ・バシレバ - エレーナ・バシレフスカヤ - アレクサンドラ・パシンコワ - クリスティナ・パストロバ - 長谷川暁子（旧姓：内田） - 畠山亜希子 - エリザベス・バックマン - パオラ・パッジ - 服部晃佳 - 服部安佑香 - 服部梨花 - タイーバ・ハニーフ - 羽根翠（旧姓: 高橋） - サラ・パバン - アナスタシア・バビキナ - アネタ・ハブリチコバ - イエレナ・パブロワ - ラリッサ・パブロワ - ハ・ヘジン - エレナ・ハベルコバ - ミシェリ・パボン - モニーキ・パボン - 浜恵子 - 濱口華菜里 - 濱野礼奈 - 濵松明日香 - ナウェル・ハムシェ - ハッタヤ・バムルンスック - 早坂梢依 - 林琴奈 - 林日向子 - 林蓉子 - 原桂子（旧姓: 鶴田） - バネッサ・パラシオス - ヨアナ・パラシオス - ジェニー・バラッツァ - ハンデ・バラドゥン - アンネリス・バルガス - メリッサ・バルガス - クリスティナ・バルチェリーニ - クセニア・パルベツ - シンシア・バルボッサ - エレーナ・パルホメンコ - オクサナ・パルホメンコ - サルカ・バルボルコバ - カタリナ・バルン - ジュシエリ・クリスチナ・バレト - ナタリア・バレンティン - ソイラ・バロス - レイラ・バロス - デニーゼ・ハンケ - マイカ・ハンコック - 榛澤舞子 - クリスタ・バンサント - テレサ・バンジュロバ - ハン・ソンイ - 半田美咲 - 半田百合子 - ピヤヌット・パンノイ - ハン・ユミ - ケイラ・バンワース |

### ひ
| 男子 - パシ・ヒヴァリネン - ノヴィツァ・ビエリツァ - 樋口時彦 - ピエール・ピュジョル - 日高誠 - 日高裕次郎 - ナウベルチ・ビテンクール - ダミアーノ・ピッピ - 平野信孝 - エマヌエーレ・ビラレッリ | 女子 - アナ・ビエリツァ - 東万純 - 東谷幸子 - 比金桃子 - 日隈佑 - 備前夕子 - 日高萌 - フランチェスカ・ピッチニーニ - ザスキア・ヒッペ - ユーディット・ピーテルセン - アナヨルキラ・ビネット - ヤスミーン・ビーバウ - ピョ・スンジュ - 馮坤 - 兵動希（旧姓: 仁木） - 兵頭由希 - 平井香菜子 - 平松美有紀 - 平山詩嫣 - 平山恵 - ローレ・ヒリス - オリガ・ビリュコワ - キンバリー・ヒル - ディララ・ビルゲ - クリスティン・ヒルデブランド - サンドラ・ピレス - 廣紀江 - 廣瀬七海 - 広瀬美代子 - スエレン・ピント - ピンピチャヤ・コクラム |

### ふ
| 男子 - ギリェルモ・ファラスカ - オロフ・ファンダールミューレン - イルカ・ファンデフェイフェル - バス・ファンデホール - アレッサンドロ・フェイ - ゴラン・ブエビッチ - ドミトリー・フォーミン - ルイス・フェリペ・フォンテレス - 深尾吉英 - 深津旭弘 - 深津貴之 - 深津英臣 - 福澤達哉 - 福田誉 - 藤井壮浩 - 藤井直伸 - 藤田幸光 - 冨士田裕大 - 伏見大和 - イゴール・ブシュロビッチ - アレクサンドル・ブツコ - タラス・フテイ - マリウシュ・ブラズウィー - マルコ・ブラッチ - フィリップ・ブラン - ペーター・ブランジェ - ウィリアム・プリディ - スティーブ・ブリンクマン - 古川靖志 - 古田史郎 | 女子 - オリガ・ファテーエワ - ワンナ・ブアゲーウ - サマンタ・ファブリス - ファン・ヨンジュ - ヤネカ・ファンティエネン - エルス・ファンデステーネ - リセ・ファンヘッケ - エステル・ファンベルケル - マリッサ・フィールド - ヴァレンティーナ・フィオリン - イングリッド・フィッセール - プリケバ・フィップス - ストラーシミラ・フィリポヴァ - マリヤ・フィリポバ - フランシーヌ・フールマン - イリナ・フェティソワ - マリアンネ・フェルソラ - アナ・フェルナンデス - ウィニフェル・フェルナンデス - アナパウラ・ロペス・フェレイラ - フェルナンダ・フェレイラ - フランチェスカ・フェレッティ - ニコル・フォーセット - ラファエラ・フォリエ - 深川和那 - 福田記代子 - 福田舞 - 福中佐知子 - オルガ・ブクレーエワ - 藤井桜子 - 藤井舞 - 藤崎朱里 - 藤田夏未 - 藤田幸子 - 藤本果歩 - 藤本佑子 - ビアンカ・ブシャ - 藤好麻希 - 藤原亜紀 - フロレンシア・ブスケッツ - 二見梓 - 巫丹 - デスティニー・フッカー - リーガン・フッド - 船崎恵視 - クリスティアネ・フュルスト - カミラ・ブライト - セレステ・プラク - イエレナ・ブラゴイェビッチ - ヨバナ・ブラコチェビッチ - ミルカ・フランシア - アマンダ・フランシスコ - アンニャ・ブラント - アンヒー・ブラント - マノン・フリール - 古井千恵美 - 古川牧子 - リュドミラ・ブルダコワ - ベルナルダ・ブルチッチ - 古橋美知子（旧姓: 塩川） - レギーナ・ブルヒアルト - イバナ・プルホトバ - 古屋美紀 - マリア・ブルンツェワ - ルシア・フレスコ - リエッテ・フレッデルス - マレト・フロットヒュース - アリス・ブロム - マーレン・フロム |

### へ
| 男子 - エウヘニオ・ヘオルヘ - マルクス・ベーメ - ベゼラ・ダシルバ・サムエル・ジュニオル - ルカ・ベットーリ - ヴェリコ・ペトコビッチ - ヴラド・ペトコビッチ - アニエスカ・ベドナレク - ジャルコ・ペトロビッチ - ハニホー・ヘニハー - レオナルド・ベヌッチ - ミラン・ペピチ - ジルソン・ベルナルド - ロレンツォ・ベルナルディ - アレクセイ・ベルボフ - バレリオ・ベルミリオ - ユーリー・ベレジュコ | 女子 - アドリアナ・ベアール - ラウラ・ヘイルマン - パウラ・ペケーノ - ヨバナ・ベーソビッチ - ジェニファー・ペトケ - アガタ・ベドナルズク - アレクサンドラ・ペトロビッチ - ベラ・ベトロワ - ペ・ユナ - ヨンカイラ・ペーニャ - 辺野喜未来 - イフォン・ベリエン - ステファナ・ベリコビッチ - キャサリン・ベル - レグラ・ベル - イザベラ・ベルチク - フロリアーナ・ベルトーネ - ブリット・ヘルボッツ - ナタリア・ペレイラ - ガブリエラ・ペレス - マリア・ペレペルキナ - カロリン・ベンシンク - フェルナンダ・ベンツリーニ |

### ほ
| 男子 - トマシュ・ボイトビッチ - ロイ・ボール - 星野秀知 - スロボダン・ボシュカン - 細川延由 - マルクス・ポップ - マルコ・ポドラシュチャニン - ヴィゴール・ボボレンタ - デヤン・ボヨビッチ - アレクサンドル・ボルコフ - セミョン・ポルタフスキー - 本多洋 | 女子 - カタジナ・ポウェチ - 宝来麻紀子 - タチアナ・ボーカン - 星野絵美 - 星野賀代 - ティヤナ・ボシュコビッチ - メリエム・ボズ - カテリーナ・ボゼッティ - ルチア・ボゼッティ - 細川絢加 - 細川麻美 - 細田絵理 - オルガ・ポタショーワ - 保立沙織 - メーガン・ホッジ - 堀田理恵 - ケリー・ポットハースト - ユリア・ポドスカルナヤ - アンナ・ポドレッツ - サーニャ・ポポビッチ - シルビヤ・ポポビッチ - ミナ・ポポビッチ - ガブリエラ・ポランスカ - 堀江彩 - 堀江方子 - 堀江美志 - 堀川真理 - 堀口夏実 - 堀崎智恵美 - マーヤ・ポリャク - ヤナ・ポル - マリア・ボロダコワ＝ボリセンコ - ヨアンナ・ボロシュ - イリーナ・ボロンコワ - 本郷友恵 - 本田つばさ - 本間江梨 |

## ま行

### ま
| 男子 - フィリップ・マイヨ - 前田和樹 - 前田悟 - 前田豊 - 前村直樹 - アーマツ・マサジェディ - ルイジ・マストランジェロ - 増成一志 - 増野彰 - 町野仁志 - 松岡祐太 - ヒュー・マッカーチョン - 松田明彦 - 枩田優介 - 松平康隆 - 松永理生 - 松本慶彦 - 眞鍋政義 - メフディ・マフダビ - シャフラム・マフムーディ - レアンドロ・マリ - サイード・マルーフ - マッテオ・マルティーノ - ウォレス・マルティンス - 丸山祥二 - 丸山孝 | 女子 - シャニース・マーセル - ケリー・マーフィー - パウリナ・マイ - ヤスナ・マイストロビッチ - オクサナ・マーマジャロワ - ナタリア・マーマドワ - 前田悦智子 - ホリー・マクピーク - エリザベス・マクマホン - 真柴咲紀 - 益子直美 - 松浦寛子 - 松浦麻琴 - 松尾栄里（旧姓:キャロル・ピーターセン） - 松川一代 - 松崎さ代子 - 松崎美歌 - 松下晃子 - 松田紀子 (バレーボール) - 松並早苗 - 松村勝美 - 松村好子 - 松本亜弥華（旧姓・ 王亜辰） - アンナ・マティエンコ - スリアン・マティエンソ - アンネ・マテス - インナ・マトベエワ - 間橋香織 - レシャ・マフノ - 馬蘊雯 - イブナ・マラ - サーニャ・マラグルスキ - ダリア・マリギナ - オフェーリア・マリノブ - ナタリア・マリフ - ドラガナ・マリンコビッチ - フランチェスカ・マルコン - ニベルカ・マルテ - ブライエリン・マルティネス - 丸元美緒 - 丸山亜季 - 丸山裕子 - 丸山由美（旧姓: 江上） - ティヤナ・マレセビッチ - アンナ・マロワ - ジーナ・マンクーソ - アルタグラシア・マンブル |

### み
| 男子 - ヴァーサ・ミイッチ - 三上圭治郎 - 水田和幸 - 三橋栄三郎 - 三森泰明 - エフゲーニ・ミトコフ - 南克幸 - 南裕之 - 南将之 - 南由紀夫 - マキシム・ミハイロフ - 都沢凡夫 - 宮崎謙彦 - イバン・ミリュコビッチ - マルコス・ミリンコビック - モジタバ・ミルザジャンプール - ミロスラフ・グラディナロフ | 女子 - 三上彩 - 水杉玲奈 - 水田祐未 - 水原理枝子 - 溝江明香 - シアーラ・ミッケル - 満永ひとみ - 三橋聡恵 - 三屋裕子 - 南早希 - 南美寿希 - 南桃加 - 皆本明日香 - 峯村沙紀 - ブランキツァ・ミハイロビッチ - ダリーナ・ミフコーバ - 宮川紗麻亜 - 都澤みどり - 宮下遥 - 宮島恵子 - タマリ・ミヤシロ - 宮田由佳里 - 宮部藍梨 - 宮本恵美子 - 宮本小百合 - 宮本菜月 - ルツィエ・ミュールシュタイノバ - ヨアンナ・ミレツ - イバナ・ミロシュ |

### む
| 男子 - モハンマド・ムーサビ - ドミトリー・ムセルスキー - 村上情次 - 村上龍介 - ムン・ソンミン | 女子 - 向井久子 - タチアナ・ムドリツカヤ - 村上めぐみ - 村田しおり - 村田奈都美 - 村田美穂 - 村永奈央 - アガタ・ムロズ - ムン・ジョンウォン - ムン・ミョンファ |

### め
| 男子 - マルコ・メオーニ - ジュラ・メシュテル - レオナルド・メロ | 女子 - ミスティ・メイトレーナー - フロールチェ・メイナース - 目黒優佳 - リアナ・メサ - ローズ・メジャーズ - アンナバニア・メッロ - ドロタ・メディンスカ - ナンシー・メトカフ - タイーザ・メネセス - バレスカ・メネセス - レーナ・メラース - ユリア・メルクロワ - バハル・メルト - エンリカ・メルロ |

### も
| 男子 - モハンマド・モハンマドカゼム - 森川太地 - 森佑之 - 盛重龍 - 森田亜貴斗 - 森田淳悟 - 森山輝久 - 諸隈直樹 | 女子 - アナ・モーゼ - ミラグロス・モイ - 餅田千佳 - 持丸結美子 - ビルマリー・モヒカ - 籾井あき - 森和代 - 森田貴美枝 - 森田麻実子 - 森田夕貴 - 森田結香 - 森万里子（旧姓: 西脇） - 森谷史佳 - 森山淳子 - 森優紀 - ブリジトカ・モルナル - レジーナ・モロズ - ナターリヤ・モロゾワ - ユリア・モロゾワ - マデライネ・モンターニョ - ロザマリア・モンチベレル - 門間希 |

## や行

### や
| 男子 - 八子大輔 - ロマン・ヤコブレフ - 保田靖則 - 安永拓弥 - 柳田将洋 - 柳本晶一 - ボヤン・ヤニッチ - 山内晶大 - 山岡祐也 - 山添信也 - 山田修司 - 山田脩造 - 山村宏太 - 山本健之 - 山本将平 - 山本太二 - 山本隆弘 - 山本拓矢 - 山本辰生 - 山本知寿 - 山本英之 - 山本湧 - 山本雄史 | 女子 - アンポーン・ヤーパー - アレクサンドラ・ヤゲーロ - 安井栄子 - 安井由香子 - 安田衣里 - ユリエ・ヤショバ - 家高七央子 - 柳田光綺 - エヴァ・ヤネヴァ - 矢野広美 - 矢野美紀 - 矢野美子 - 八幡美樹 - 山内美加 - 山内美咲 - 山上有紀 - 山岸あかね - 山口かなめ - 山口珠李 - 山口舞 - 山崎八重子 - 山下規子 - 山下美弥子 - 山下洋子 - 山田二千華 - 山田友香 - 山田真里 - 山田美花 - 山本美沙 - 山本友里恵 - エレーン・ヤングス - ヤン・ヒョジン - 楊希 |

### ゆ
| 男子 - サレハ・ユーセフ - オスマニー・ユアントレーナ | 女子 - オズゲ・ユルトダギュレン - ギョズテ・ユルマズ |

### よ
| 男子 - 楊成太 - 横田一義 - 横田忠義 - 吉川正博 - 吉田譲 - 米田一典 - 米村尊 - 米山一朋 - 米山達也 - 米山裕太 - ボヤン・ヨルダノフ | 女子 - 楊珺菁 - 楊昊 - 楊錫蘭 - 姚笛 - 楊方旭 - 横江千秋 - 横田千里 - 横田真未 - 横手直子 - 横山樹理 - 横山友美佳 - 横山雅美 - 吉澤智恵 - 吉田あい - 吉田彩乃 - 吉田安里 - 吉田昌子 - 吉田節子 - 吉田千絵 - 吉田真未 - 吉田真理子 - 吉田みなみ - 吉田実代 - 吉永美保子 - 吉野美津子 - 吉野優理 - 吉原知子 - 吉丸夏菜枝 - 吉村志穂 - 吉安遥 - 米村信子 - ヨム・ヘソン |

## ら行

### ら
| 男子 - ベルナルド・ライズマン - ミカル・ラスコ | 女子 - ジョーダン・ラーソン - タミー・ライリー - ヴィクトリア・ラヴァ - フリエタ・ラスカノ - ミレーナ・ラシッチ - ロベルタ・ラツキ - カティ・ラツバイト - ミレナ・ラデツカ - ダニツァ・ラデンコビッチ - ボヤナ・ラドゥロヴィッチ - ドブリアナ・ラバジエバ - ポリーナ・ラヒモワ - タビサ・ラブ - ダイミ・ラミレス - ラリッサ・フランカ - ルース・ラワンソン |

### り
| 男子 - コンスタンチン・リエーバ - 李博 - ビクトル・リベラ - ホセ・リベラ - マウリシオ・リマ - セバスチャン・リュエット | 女子 - 李盈瑩 - 李月明 - アレシア・リキューリック - インナ・リスカル - キャシディ・リクトマン - マリア・リクトラス - 李娟 - エベ・リスベル - マディソン・リッシェル - カイラ・リッチー - ルイーザ・リップマン - シモーナ・リニエーリ - プリシージャ・リベラ - 劉亜男 - 劉晏含 - 劉暁彤 - エカテリーナ・リュブシュキナ - 林莉 - ダニエル・リンス |

### る
| 男子 - アンドレア・ルケッタ - ショーン・ルーニー - ドラジェン・ルブリッチ | 女子 - ラウラ・ルートヴィヒ - ナタリア・ルイコワ - ミレヤ・ルイス - ユミルカ・ルイス - カルラ・ルエダ - フリスティナ・ルセバ - エレーヌ・ルソー |

### れ
| 男子 - イオアンディ・レアル - ウィルフレド・レオン - ブルーノ・レゼンデ - ベルナルド・レゼンデ | 女子 - シャルロット・レイス - アンヘラ・レイバ - ジュリア・レオナルディ - マヌエラ・レッジェーリ - リーカ・レトネン - エレス・レフェリンク |

### ろ
| 男子 - ヴィリャル・ロール - ラウル・ロサノ - シモーネ・ロサルバ - ニコラ・ロシッチ - トッド・ロジャース - ポール・ロットマン - イスラエル・ロドリゲス - アンデルソン・ロドリゲス - テオ・ロペス | 女子 - カースタ・ロウ - レイチェル・ローク - カーリー・ロイド - 郎平 - ヤリマール・ロサ - ニーナ・ロシッチ - エイプリル・ロス - ミレナ・ロスネル - テレサ・ロッシ - カリン・ロドリゲス - フェルナンダ・ロドリゲス - ヘオセリナ・ロドリゲス - エレオノーラ・ロビアンコ - アンバー・ロルフゼン - ケイディ・ロルフゼン - ケルシー・ロビンソン - タチアナ・ロマノワ - ジュリア・ロンドン - シンディ・ロンドン |

## わ行

### わ
| 男子 - 脇戸新之助 - 渡辺聡 - 渡辺奏吾 - 渡辺俊介 | 女子 - ラウラ・ワイエンマイアー - ポーラ・ワイショフ - カトレーン・ワイス - 若浦貴子 - 和久山志恵里 - 若生美喜子 - 和田麻里江 - 渡邉和香里 - 渡邊彩 - 渡邊絢子 - 渡邊真恵 - 渡邊久惠 - 渡辺真由美 - 渡邉美穂 |

## 国別の選手一覧
- イタリアのバレーボール選手一覧
- セルビアのバレーボール選手一覧
- ブラジルのバレーボール選手一覧
- ブルガリアのバレーボール選手一覧
- ポーランドのバレーボール選手一覧
- ロシアのバレーボール選手一覧

## カテゴリー
カテゴリーから検索したい場合には、こちらから検索して下さい。